# St. Martin (Merkershausen)

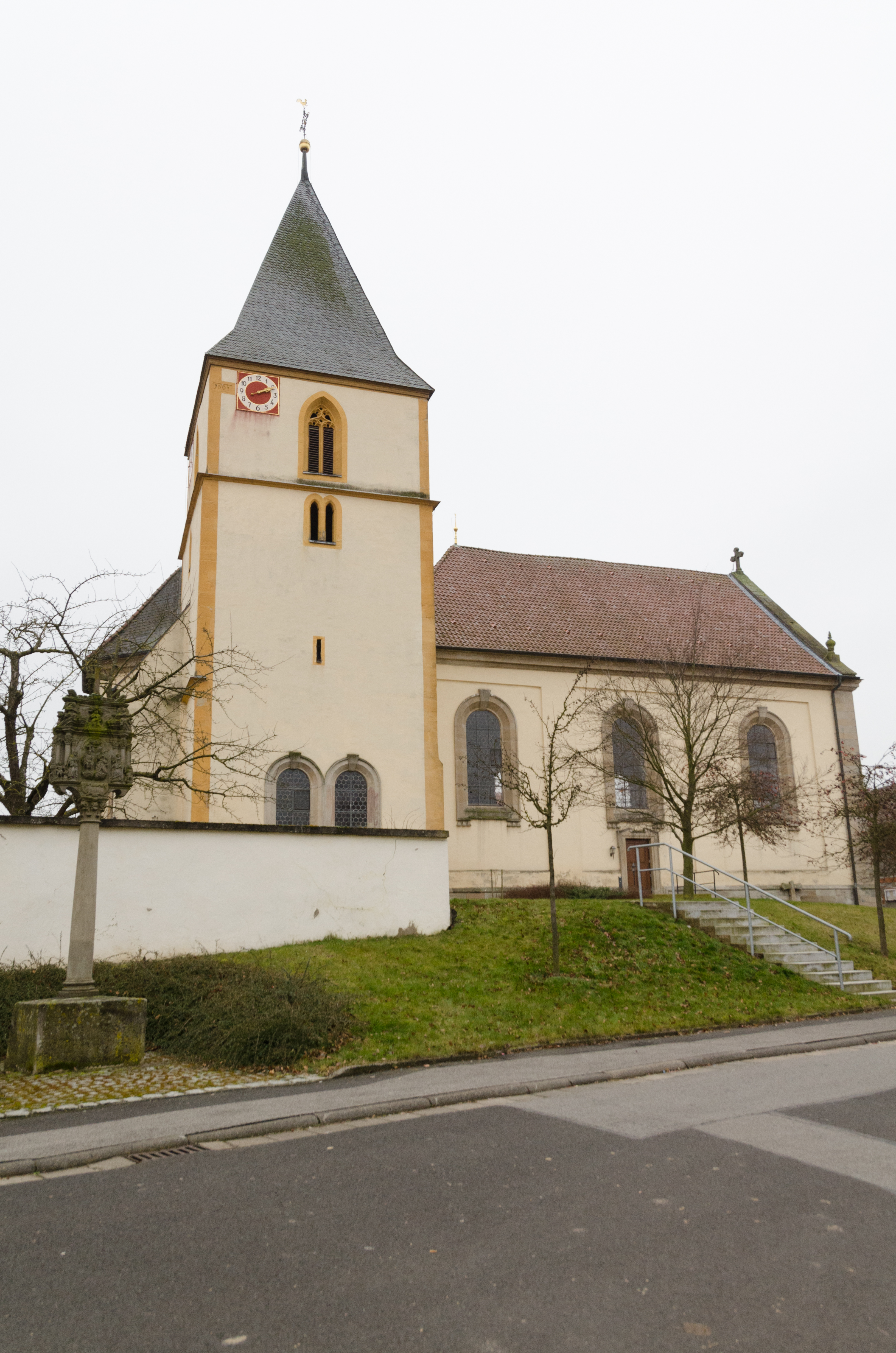
St. Martin (Merkershausen)

Die römisch-katholische Pfarrkirche St. Martin steht in Merkershausen, einem Gemeindeteil der Stadt Bad Königshofen im Grabfeld im unterfränkischen Landkreis Rhön-Grabfeld in Bayern. Das Turmuntergeschoss des denkmalgeschützten Bauwerks entstand im 14. Jahrhundert. Die Pfarrei gehört zur Pfarreiengemeinschaft Grabfeldbrücke (Bad Königshofen im Grabfeld) im Dekanat Bad Neustadt des Bistums Würzburg.

## Beschreibung
Die barocke, verputzte Saalkirche wurde 1737 nach einem Entwurf von Johann Michael Schmidt gebaut, den Balthasar Neumann überarbeitet hat. Sie besteht aus einem Langhaus mit drei Jochen und einem eingezogenen, dreiseitig geschlossenen Chor im Osten, an dessen Nordwand der Chorflankenturm steht, dessen untere Geschosse aus dem 14. Jahrhundert stammen. 1601 wurde er nach einem Entwurf von Valentin Dietz um ein Geschoss aufgestockt, das die Turmuhr und den Glockenstuhl für die vier Kirchenglocken beherbergt, und mit einem vierseitigen Knickhelm bedeckt. Die Fassade im Westen besteht aus Quadermauerwerk.
Der Innenraum ist mit einem Tonnengewölbe überspannt. Die Deckenmalerei hat Johann Peter Herrlein 1777 angefertigt. Im Chor ist die Verklärung des heiligen Johannes Nepomuk, im Langhaus der heilige Martin und die himmlische Herrlichkeit dargestellt. Die Altäre wurden um 1740 gebaut, die Kanzel um 1750. Auf der Empore über dem Eingang steht die Orgel.